# Lévai Anikó
Lévai Anikó (Szolnok, 1963. augusztus 15. –) magyar jogász, vállalkozó, Orbán Viktor miniszterelnök felesége. A Nemzetközi Gyermekmentő Szolgálat alapító tagja, a Magyar Ökumenikus Segélyszervezet jószolgálati nagykövete. A 2025-ös Befolyás-barométer szerint ő Magyarország 17. legbefolyásosabb személye.

## Származása
Édesapja, Lévai István – aki 1922. augusztus 18-án született Szolnokon Deák Mária gyermekeként – 1957. november 23-án házasodott össze édesanyjával, Cseh Máriával. Lévai Anikó testvére Lévai Gizella.

## Élete
Középfokú tanulmányait a Verseghy Ferenc Gimnáziumban végezte. Felsőfokú tanulmányait az Eötvös Loránd Tudományegyetem Állam- és Jogtudományi Karán végezte, ahol évfolyamtársa volt leendő férjének, Orbán Viktornak. Tagja volt a Bibó István Szakkollégiumnak.
Az 1990-es magyarországi országgyűlési választáson szerepelt a Fidesz országos listáján. A Jász-Nagykun-Szolnok megyei 4. választókörzetben 10,59%-os eredményt ért el az első fordulóban, ami nem volt elég a második fordulós induláshoz.
2007-ben jelent meg A konyhaablakból című szakácskönyve. 2010-től a Magyar Konyha című gasztronómiai folyóirat szerkesztőbizottságának tagja.
2015 és 2018 között a Forbes minden évben őt választotta a legbefolyásosabb magyar nőnek a közéletben. A 2018-as Befolyás-barométer szerint ő volt Magyarország 18. legbefolyásosabb személye.

## Családja
Férje Orbán Viktor politikus, miniszterelnök. Polgári esküvőjüket 1986-ban, egyházi esküvőjüket 1996-ban tartották.
Gyermekeik: Ráhel (1989), Gáspár (1992), Sára (1994), Róza (2000), Flóra (2004).
2016-ban megszületett első unokája, Tiborcz Aliz. Második unokája, Johanna 2018-ban született meg, ez év őszén harmadik unokája, Anna Adél is megszületett.

## Könyve
- Lévai Anikó: A konyhaablakból. Budapest: Jokerex Kiadó. 2007.   272. o. ISBN 9789639368606